# Fritz Burgbacher

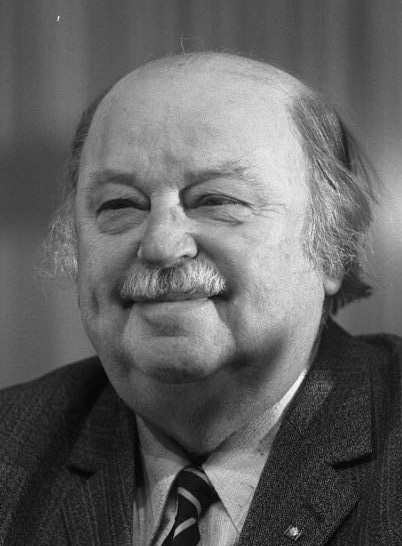
Fritz Burgbacher (1972)

Fritz Burgbacher (eigentlich Karl Friedrich Burgbacher) (* 1. September 1900 in Mainz; † 29. Juli 1978 in Köln) war ein deutscher Politiker (CDU) und Energiewirtschaftler.

## Leben und Beruf

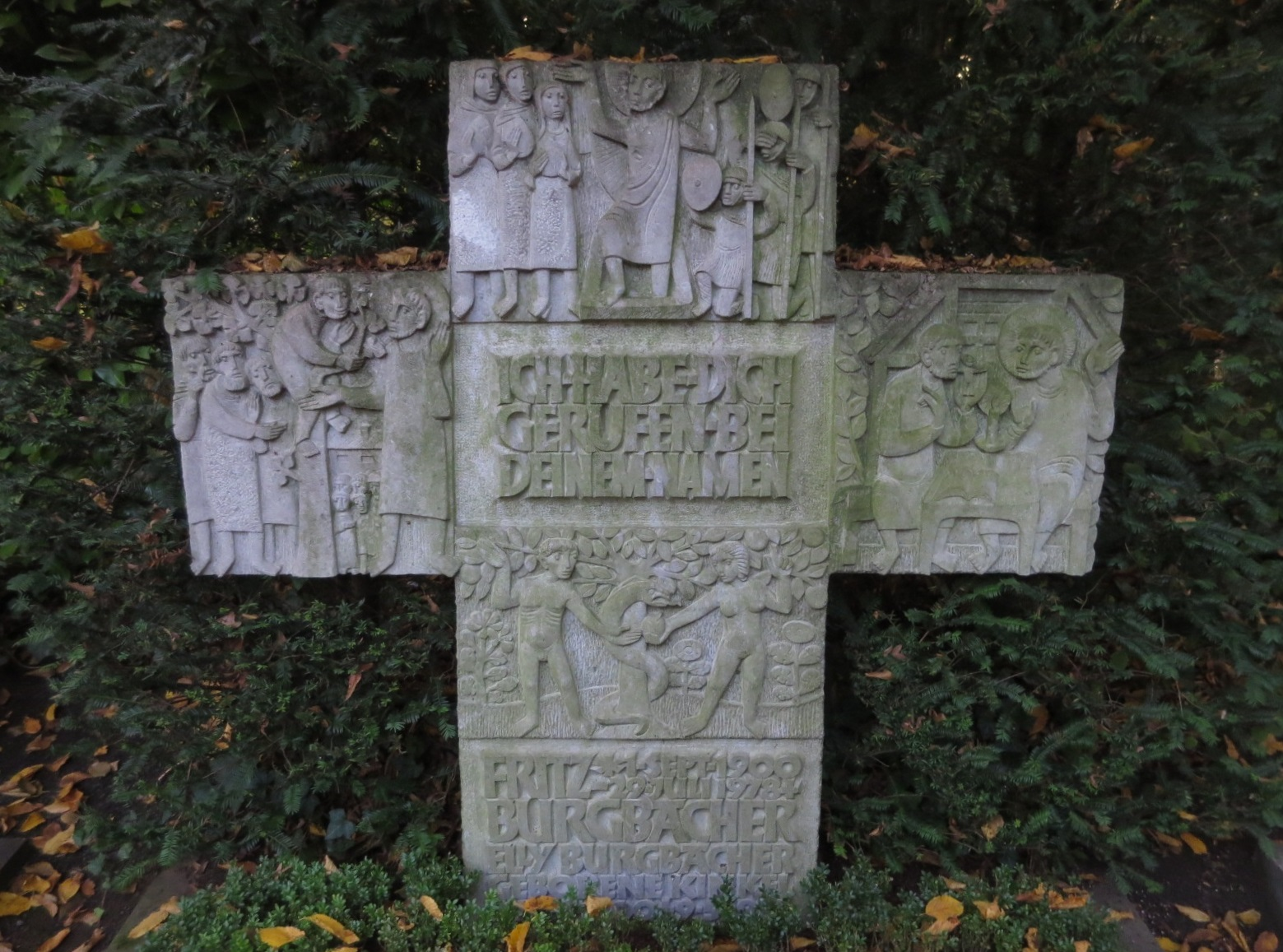
Grabkreuz auf Melaten-Friedhof

Burgbacher, der römisch-katholischen Glaubens war, studierte nach dem Abitur 1918 auf der Oberrealschule Volks- und Staatswissenschaften an der Goethe-Universität in Frankfurt am Main. 1921 erwarb er das Verwaltungsdiplom und wurde zum Doktor der Staatswissenschaften promoviert. Er arbeitete als Geschäftsführer des Mainzer Innungsverbandes und bei rheinhessischen Arbeitgeberverbänden. 1923 wurde er Syndikus der Mainzer Niederlassung der Dresdner Bank AG, bis er sich 1925 als Wirtschafts- und Steuerberater selbständig machte. 1929 wurde Burgbacher Vorstandsmitglied der Rhenag. Er war Vorstandsmitglied verschiedener Fachverbände und Aufsichtsratsmitglied diverser Unternehmen. Ende der 1920er Jahre erhielt er einen Lehrauftrag für Energiewirtschaft an der Universität zu Köln, initiierte die Gründung des Energiewirtschaftlichen Institutes (EWI) im Jahre 1943 und war dort ab 1955 als Honorarprofessor bis zu seinem Tode tätig.
Burgbacher war Mitbegründer des Bundes Katholischer Unternehmer und gehörte auch dessen Vorstand an. Er war Mitglied der katholischen Studentenverbindungen KDStV Hasso-Nassovia Frankfurt am Main (seit 1918), KDStV Badenia (Straßburg) Frankfurt am Main und AV Rheinstein Köln im CV. Zudem war er Ehrenmitglied der KStV Burgundia Berlin im KV.
Fritz Burgbacher starb am 29. Juli 1978 und wurde in Köln auf dem Melaten-Friedhof (Lit. R) begraben.

## Partei
Vor 1933 gehörte Burgbacher dem Zentrum an. Zum 1. Mai 1937 trat er der NSDAP bei (Mitgliedsnummer 3.965.444). 1948 trat er der CDU bei. Dort war er von 1952 bis 1967 Landesschatzmeister des Landesverbandes Rheinland und von 1960 bis 1967 Bundesschatzmeister.

## Abgeordneter
Burgbacher war von 1929 (nach der Mandatsniederlegung von Hans Lautenbacher) bis 1931 Landtagsabgeordneter im Landtag des Volksstaates Hessen. Von 1933 bis 1934 wirkte er als Stadtverordneter von Köln. Er gehörte dem Deutschen Bundestag von 1957 bis 1976 an und vertrat dort zunächst den Wahlkreis Geilenkirchen -Erkelenz - Jülich, später den Wahlkreis Heinsberg. 1965 war er stellvertretender Vorsitzender des Bundestagssonderausschusses zur Erarbeitung des Parteiengesetzes. Er entwarf das Gesetz zur Einführung Vermögenswirksamer Leistungen (bekannt als: 312- später 624-Mark-Gesetz). 1972 gehört er zu den Mitgliedern der CDU/CSU-Bundestagsfraktion, die entgegen der Fraktionsmehrheit den Vertrag zwischen der Bundesrepublik Deutschland und der Volksrepublik Polen über die Grundlagen der Normalisierung ihrer gegenseitigen Beziehungen ablehnten. In der siebten Wahlperiode war Burgbacher der nach Ludwig Erhard zweitälteste Bundestagsabgeordnete.
Vom 27. Februar 1958 bis zum 19. Januar 1977 gehörte Burgbacher auch dem Europaparlament an, dessen Vizepräsident er von März 1973 bis November 1975 war, nachdem er bereits von 1958 bis 1967 Vorsitzender des dortigen Energieausschusses war. Von 1967 bis 1969 gehörte er der Nordatlantischen Versammlung an und leitete dort den Wirtschaftsausschuss.
Fritz Burgbacher vertrat die Interessen der Kohlebranche auf parlamentarischer Ebene, insbesondere im Bundestag galt er als Architekt und Anführer der Kohlenlobby.

## Schriften
- Gutes Geld ist besser als mehr Geld. 1957.
- Gedanken zu unserer Zeit. (3 Bände), Verlag Deutsche Glocke, 1957 (Band 1), 1961 (Band 2), 1965 (Band 3).
- Der Unternehmer in der Gesellschaft. 1959.
- Probleme der Eigentumsbildung. 1960.
- Die Energiewirtschaft im gemeinsamen Markt. Lutzeyer, 1963.
- Bekenntnis zu Europa. Herder, 1963.
- Die Energiesituation der Bundesrepublik und die Zukunftsaussichten der Kohle. Westdeutscher Verlag, 1964.
- mit Hans Ludwig Richter, Einkommensverteilung und Vermögensbildung in der Bundesrepublik Deutschland. Leske, 1964.
- mit Theodor Wessels, Ordnungsprobleme und Entwicklungstendenzen in der deutschen Energiewirtschaft. Vulkan-Verlag, 1967.
- Produktivkapital für jeden. Kohlhammer, 1971.